# Preben Lundbye
Preben Lundbye (født 1. april 1950) er en dansk fodboldtræner, der tidligere har været træner for Kjellerup IF og Holstebro BK. Lundbye var cheftræner for Silkeborg IF i foråret 2007. Han havde inden da været tilknyttet klubben siden 1992. Først som assistenttræner og siden 1994 som leder af Silkeborg Fodbold College.
I januar 2007 blev han ny træner i Silkeborg, efter at Viggo Jensen var blevet fyret. Efter en skuffende forårssæson, hvor klubben rykkede ud af Superligaen, blev Lundbye fyret og erstattet med Peder Knudsen. Lundbye blev kort efter ansat i Kjellerup IF. Der var store forventninger i Kjellerup IF, da man ansatte Preben Lundbye som træner. Han skulle føre Kjellerup IF op i de højere divisoner. Kjellerup IF er klub, hvor man satte det sociale i højsædet. F.eks. havde det før Preben Lundbyes ansættelse været tilladt at få en øl efter kampen. Dette fik Preben Lundbye afskaffet til stor utilfredshed for en del af spillerne. Spillestilen under Preben Lundbye var kendetegnet ved en stærk defensiv. I slutningen af forårssæsonen 2008 i kval-rækken var modsætningerne mellem spillerne og Preben Lundbye store, hvilket betød, at nogle af de etablerede kræfter blev sat af holdet. Da det blev klart, at Kjellerup IF ikke kunne nå oprykningspladserne til Danmarksserien, holdtes der et krisemøde hvor Preben Lundbye og sponsorchefen Ivan Laugesen blev fyret. Sidstnævnte fordi han ikke formåede at skaffe nye sponsorer til klubben.
Fra 10. december 2010 til 6. februar 2012 var han cheftræner for 2. divisionsholdet Holstebro BK.